# トム・ベイカー
トム・ベイカー（Tom Baker,  1934年1月20日 - ）は、イギリスの俳優である。

## 来歴
1934年、リヴァプールに生まれる。労働者階級の家庭で、母親は掃除婦で父親は漁師だった。その後、ロマンカトリック系の学校へ通い修道士を目指していたが途中で信仰が揺らぎ、1955年から1957年まで国民兵役に就き、英軍医療部隊へ所属した。
1960年代後半から1970年代前半くらいまでロイヤル・ナショナル・シアターへ参加してキャリアを積んだ後、ローレンス・オリヴィエへ師事して更に演技を学んだ。そして1971年にオリヴィエによる推薦もあり、彼も出演した歴史ドラマ映画『ニコライとアレクサンドラ』で映画デビューを果たす。そして1974年から1981年までBBCで製作されたドラマシリーズ『ドクター・フー』へ出演してタイトルロールを好演。同ドラマはイギリス国内および海外でも人気を博しており、ベイカー自身の代表作ともなっている。その後もローワン・アトキンソン主演のコメディ『ブラックアダー』など様々なイギリスのテレビドラマやコメディ番組へ出演しているほか、映画などでも活躍。
1990年代以降は俳優のみならず声優としての活躍の幅も広げており、アニメーション映画やビデオゲームなどへも声優として参加しているほか、コメディアンのマット・ルーカスらが出演するコメディ番組の『リトル・ブリテン』ではナレーターとして出演している。

## 出演作品

### 映画
- ニコライとアレクサンドラ Nicholas and Alexandra (1971)
- カンタベリー物語 I racconti di Canterbury (1972)
- Cari genitori (1973)
- 墓場にて 魔界への招待・そこは地獄の始発駅 The Vault of Horror (1973)
- 真説フランケンシュタイン Frankenstein: The True Story (1973)
- シンドバッド黄金の航海 The Golden Voyage of Sinbad (1973)
- Luther (1974)
- 悪魔の植物人間 The Mutations (1974)
- ツタンカーメンの呪い The Curse of King Tut's Tomb (1980)
- The Zany Adventures of Robin Hood (1984)
- Doctor Who: Shada (1992) ※ビデオ作品
- Backtime (1998)
- ダンジョン&ドラゴン Dungeons & Dragons (2000)
- The Magic Roundabout (2005) ※ 声の出演
- Break Glass in Case Of... (2013)

### テレビ番組
- Market in Honey Lane (1968)
- George and the Dragon (1968)
- Z Cars (1968)
- Dixon of Dock Green (1968)
- Softly Softly: Task Force (1970)
- アーサー王伝説 Arthur of the Britons (1973)
- ドクター・フー Doctor Who (1974 - 1981)
- Nouvelles de Henry James (1976)
- バスカビル家の犬 The Hound of the Baskervilles (1982)
- 探偵レミントン・スティール Remington Steele (1984)
- ブラックアダー Black-Adder II (1986)
- Roland Rat: The Series (1986)
- The Kenny Everett Television Show (1986)
- The Silver Chair (1990)
- Selling Hitler (1991)
- Screen Two (1992)
- クルード Cluedo (1992)
- Doctor Who: Shada (1992) ※ビデオ作品
- メディックス Medics (1992 - 1995)
- Randall & Hopkirk (Deceased) (2000 - 2001)
- Fun at the Funeral Parlour (2001)
- リトル・ブリテン Little Britain (2003 - 2006) ※ ナレーター
- Fort Boyard (2003)
- Monarch of the Glen (2004 - 2005)
- The Beeps (2007 - 2008)
- リトル・ブリテン USA Little Britain USA (2008)
- ドクター・フー Doctor Who (2013)

### ビデオゲーム
- Doctor Who: Destiny of the Doctors (1997)
- Silver (1999)
- エコー・ザ・ドルフィン Ecco the Dolphin: Defender of the Future (2000)
- Hostile Waters (2001)
- Warhammer 40,000: Fire Warrior (2003)
- Sudeki 千年の暁の物語 Sudeki (2004)
- Heretic Kingdoms: The Inquisition (2005)
- Cold Winter (2005)
- MediEvil: Resurrection (2005)
- Little Britain: The Game (2006)
- Little Britain: The Video Game (2007)